# Lili Reinhart
Lili Pauline Reinhart (Cleveland, Ohio, 1996. szeptember 13. –) amerikai színésznő.

## Gyermekkora és tanulmányai
Az ohiói Clevelandben született és nevelkedett. Pályáját gyermekszínészként kezdte, több ohiói musicalben szerepelt, mielőtt 11 éves korában egy ügynökség leszerződtette.

## Színészi pályafutása
2017-től a Riverdale egyik főszereplőjét, Betty Coopert formálja meg, aminek köszönhetően óriási hírnévre tett szert. 2019-ben szerepelt A Wall Street pillangói című filmben, melyben Annabelle-t alakította. Ugyanebben az évben cameoszerepben feltűnt a Charlie angyalai című filmben is, leendő angyalként.

## Magánélete
Cole Sprouse-zal 2018-ban vállalták fel nyilvánosan kapcsolatukat, 2020 májusában szakítottak. A színésszel való szakítása óta Lili egyedülálló, ám több alkalommal is szárnyra keltek olyan pletykák, hogy ő és Cole újra együtt vannak. Majd később Cole Sprouse kirakta az Instagram oldalára, hogy ő és a színésznő még a karantén előtt távolodtak el egymástól, és csak később jutottak arra a döntésre, hogy szakítanak.[forrás?]

## Filmográfia

### Film
| Év   | Magyar cím              | Eredeti cím                           | Szerep                | Magyar hang   |
| ---- | ----------------------- | ------------------------------------- | --------------------- | ------------- |
| 2010 |                         | For Today (rövidfilm)                 | Rachel                |               |
| 2011 |                         | Lilith                                | Lilith Wilson         |               |
| 2011 |                         | The Most Girl Part of You (rövidfilm) | Amy                   |               |
| 2012 |                         | Not Waving But Drowning               | Amy                   |               |
| 2013 | A nyár királyai         | The Kings of Summer                   | Vicki                 | Lamboni Anna  |
| 2013 |                         | The First Hope (rövidfilm)            | Karen                 |               |
| 2013 |                         | Gibsonburg                            | Kathy Colaner         |               |
| 2013 |                         | Forever’s End                         | Lily White            |               |
| 2016 |                         | Miss Stevens                          | Margot                |               |
| 2016 |                         | The Good Neighbor                     | Ashley                |               |
| 2018 |                         | Galveston                             | Tiffany               |               |
| 2019 | A Wall Street pillangói | Hustlers                              | Annabelle             | Haffner Anikó |
| 2019 | Charlie angyalai        | Charlie's Angels                      | leendő angyal (cameo) |               |
| 2020 | A szerelem kémiája      | Chemical Hearts                       | Gracie                | Rudolf Szonja |
| 2022 | Nézz mindkét irányba!   | Look Both Ways                        | Natalie               | Laudon Andrea |
| 2025 |                         | American Sweatshop                    | Daisy Moriarty        |               |

### Televízió
| Év        | Magyar cím                               | Eredeti cím                       | Szerep                   | Megjegyzések |
| --------- | ---------------------------------------- | --------------------------------- | ------------------------ | ------------ |
| 2010      |                                          | Scientastic!                      | Leah                     | 1 epizód     |
| 2011      | Esküdt ellenségek: Különleges ügyosztály | Law & Order: Special Victims Unit | Courtney Lane            | 1 epizód     |
| 2014      | Túlélni Jacket                           | Surviving Jack                    | Heather Blumeyer         | 6 epizód     |
| 2017–2023 | Riverdale                                | Riverdale                         | Elizabeth "Betty" Cooper | főszereplő   |
| 2020      |                                          | One World: Together at Home       | önmaga                   | különkiadás  |
| 2020      | A Simpson család                         | The Simpsons                      | Bella-Ella (hangja)      | 1 epizód     |

## Fordítás
- Ez a szócikk részben vagy egészben  a   Lili Reinhart című angol Wikipédia-szócikk ezen változatának fordításán alapul.  Az eredeti cikk szerkesztőit annak laptörténete sorolja fel. Ez a jelzés csupán a megfogalmazás eredetét és a szerzői jogokat jelzi, nem szolgál a cikkben szereplő információk forrásmegjelöléseként.